# Берти, Роберт, 3-й граф Линдси
Ро́берт Бе́рти, 3-й граф Ли́ндси (англ. Robert Bertie, 3rd Earl of Lindsey; 8 ноября 1630 — 8 мая 1701) — английский аристократ и политический деятель, барон Уиллоуби де Эрзби (1666—1701), граф Линдси (1666—1701).

## Биография
Роберт Берти был старшим сыном Монтегю Берти, 2-го графа Линдси и его первой супруги Марты Кокэйн, дочери сэра Уильяма Кокэйна и его жены Мэри Моррис. Его отец и дед были участниками гражданской войны в Англии на стороне кавалеров.
Получил образование в Падуанском университете, а также путешествовал по Европе, посетив Францию и Италию. После реставрации Стюартов королём стал Карл II и Берти стал членом парламента Англии от Бостона (Линкольншир). После смерти отца в 1666 году унаследовал его титулы, а также должности лорда великого камергера Англии и лорд-лейтенанта Линкольншира.
Роберт Берти оставался сторонником королей Якова II и Вильгельма III. Скончался 8 мая 1701 года в возрасте 70 лет, был похоронен в Иденхеме (Линкольншир).

## Семья
Роберт Берти в первом браке был женат на Мэри Массенгберд, в браке была дочь Арабелла Берти (ум. 28 февраля 1716), которая вышла замуж за Томаса Сэвиджа, 3-го графа Риверс, брак был бездетным.
Второй женой Берти была Элизабет Уортон, дочь Филипа Уортона, 4-го барона Уортон, в браке было 5 сыновей:
- Роберт Берти (20 октября 1660 — 26 июля 1723), наследник отца в его титулах и должностях, 1-й герцог Анкастер и Кестевен (1715—1723);
- Дост. Перегрин Берти[англ.] (ок. 1663 – 10 июля 1711), политик и военный, участник подавления восстания Монмута;
- Дост. Филипп Берти[англ.] (ок. 1665 – 15 апреля 1728), политик;
- Дост. Норрис Берти (ок. 1666 — 27 августа 1691);
- Дост. Альбермаль Берти[англ.] (ок. 1668 – 1742), член парламента.

В 1670 году женился в третий раз на Элизабет Поуп, дочери Томаса Поупа, 2-го графа Даун. В браке было двое детей:
- Дост. Чарльз Берти[англ.] (1683 – 15 августа 1727), член парламента;
- Леди Элизабет Берти, умерла незамужней.